# Subergorgia
Subergorgia is een geslacht van neteldieren uit de klasse van de Anthozoa (bloemdieren).

## Soorten
- Subergorgia compressa Gray, 1857
- Subergorgia koellikeri Wright & Studer, 1889
- Subergorgia mexicana (Koch, 1878)
- Subergorgia muriceoides Stiasny, 1937
- Subergorgia nuttingi Stiasny, 1937
- Subergorgia patula (Ellis & Solander, 1786)
- Subergorgia rubra (Thomson, 1905)
- Subergorgia suberosa (Pallas, 1766)
- Subergorgia thomsoni (Nutting, 1911)
- Subergorgia verriculata (Esper, 1791)